# Parco naturale nazionale dei Carpazi

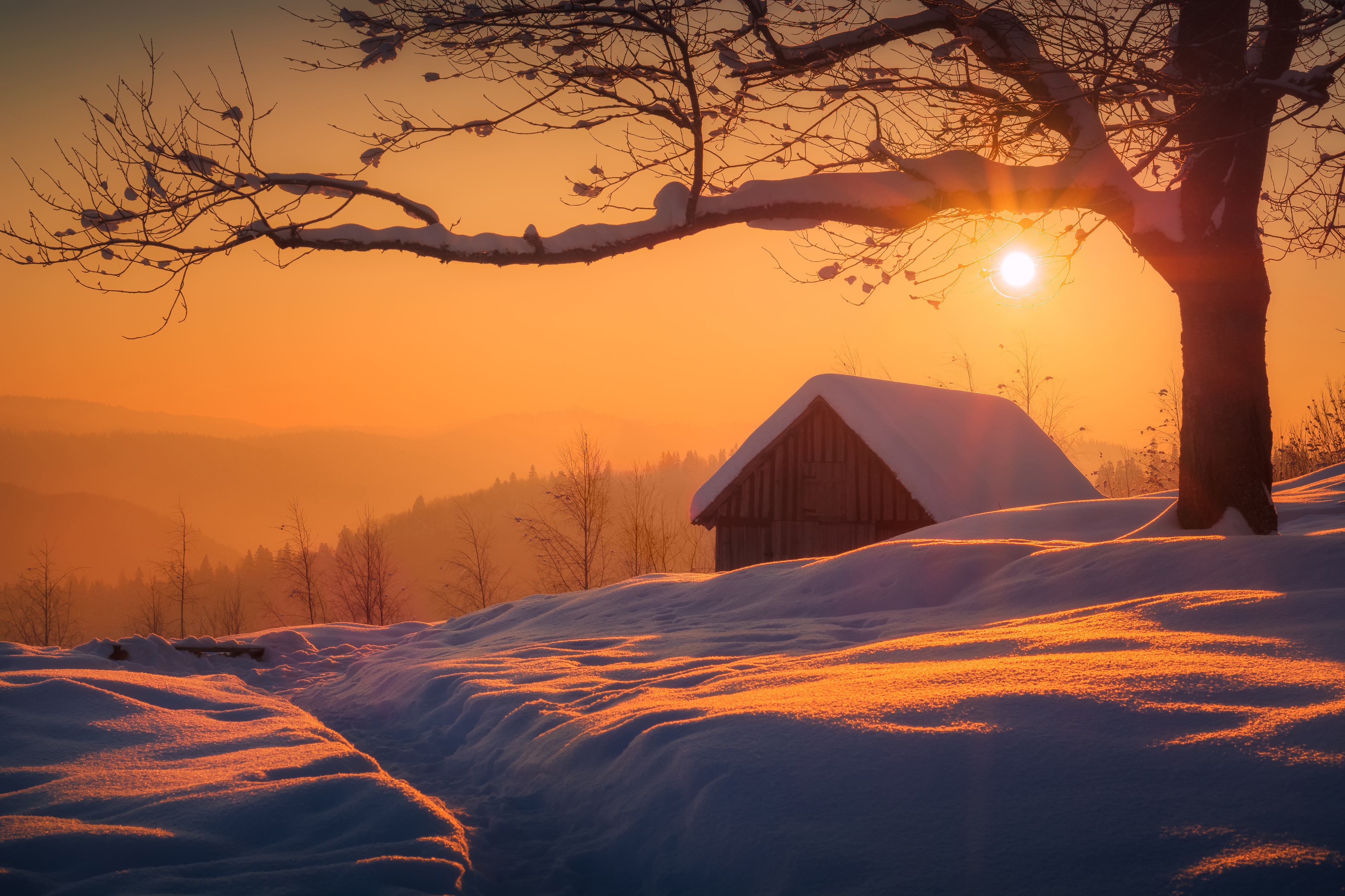
Mattina d'inverno nel parco - Oblast' di Ivano-Frankivs'k

Il Parco naturale nazionale dei Carpazi (in ucraino Карпатський національний природний парк?, Carpatskij nacionalnij prirodnij park, abbreviato con la sigla CNPP) è un parco nazionale situato nell'Oblast' di Ivano-Frankivs'k, Ucraina. Il parco è stato istituito il 3 giugno 1980 per proteggere i paesaggi dei Carpazi. La sede del parco è situata a Jaremče. Il parco naturale nazionale dei Carpazi è il primo parco nazionale istituito in Ucraina ed uno dei più grandi parchi nazionali del paese.
L'area del Parco è stata storicamente abitata dal gruppo etnico-culturale ucraino degli Hutsuli e contiene una serie di monumenti storici ed architettonici, compresi degli edifici storici di legno. È attivamente utilizzato per il turismo, con 48 sentieri realizzati a partire dal 2012.

## Territorio
L'area del parco è condivisa tra i rajon di Nadvirna e Verkhovyna nel sud-ovest dell'Oblast' di Ivano-Frankivs'k, al confine con l'Oblast' della Transcarpazia. L'area del parco si estende per 515,7 km², di cui 3,834 km² in cui è vietata qualsiasi attività economica. Il parco si trova nella parte più alta dei Carpazi ucraini, sulle pendici orientali dei bacini idrografici del fiume Prut (che ha la sua sorgente nel parco) e il fiume Cheremosh Nero. All'interno del parco è situato il punto geografico più alto dell'Ucraina, costituito dal monte Hoverla (2.061 metri s.l.m.), che si trova ai confini del parco; il punto più basso del parco è invece a circa 500 metri s.l.m. .
La cascata Huk, che si trova all'interno del parco, è la più alta cascata nei Carpazi ucraini con un balzo di 84 metri. Sono presenti anche due laghi di origine glaciale.

## Storia
Nel 1921, nella parte più alta dei Carpazi ucraini fu creata una riserva naturale che in origine aveva la superficie di 4,47 km². Nel 1968, è stata fusa per incorporazione nella nuova riserva statale dei Carpazi.
Il parco naturale nazionale dei Carpazi venne quindi fondato nel 1980 dal decreto del Consiglio dei Ministri della Repubblica Socialista Sovietica dell'Ucraina e comprendeva circa la metà della zona che in precedenza apparteneva alla riserva statale dei Carpazi. Il parco costituisce un ente indipendente subordinato al Ministero dell'ecologia e delle risorse naturali ucraino.

## Flora
I paesaggi del parco includono pascoli alpini e boschi. Le tre specie di alberi più diffuse nel parco sono abete bianco, faggio europeo e abete rosso. Nonostante le leggi a protezione dell'ambiente naturale all'interno del parco, ancora nel 2008, continuava la pratica, legale ed illegale, del legname.

## Fauna
La varietà dei paesaggi del territorio del parco nazionale ne determina anche la diversità del mondo animale. La sua caratteristica è una grande presenza di insettivori, brachiopodi e roditori, con un numero leggermente inferiore di carnivori e ungulati.
Tra i piccoli mammiferi, sono presenti una grande varietà di arvicole e di toporagno; comune è anche il ghiro. Tra quelli più grandi si segnala la presenza del lupo grigio,  del cervo, del capriolo, del cinghiale. Occasionalmente si trovano l'orso bruno, della lince e il gatto selvatico.
L'avifauna del parco è varia. Nelle sue scure foreste di conifere ci sono persino rappresentanti degli uccelli della taiga: l'averla e il picchio muratore.
Le trote di fiume si trovano nei freddi torrenti di montagna. Tra gli anfibi, ai piedi e sulle montagne, ci sono tritoni crestati, alpini e dei Carpazi, rane dal naso aguzzo e rane erbose, e tra i rettili ci sono fusi, serpenti comuni, vipere comuni, lucertole di stagno e vivipare.
In generale, 56 specie di mammiferi, 114 specie di uccelli, 11 specie di pesci, 10 specie di anfibi e 7 specie di rettili rappresentano la diversità faunistica del parco. Tra le specie prottete perché a rischio estinzione, sono incluse 44 specie faunistiche, e in particolare il tritone dei Carpazi e quello alpino, la salamandra pezzata, la testa di rame, la cicogna nera, l'aquila reale, l'albanella reale, il falco pellegrino, il gallo cedrone, il picchio tridattilo, il tasso, la lontra, la lince.